# Jan Wenig (malíř)
Jan Wenig (15. srpna 1910, Mrákov – 2. května 1972, Plzeň) byl malíř, kreslíř, grafik, opřený ve své tvorbě o pozitivní lidské hodnoty obyčejného života, teoretik širokého záběru, jedna z nejvýraznějších osobností výtvarné kultury západních Čech.

## Život
Po reálce v Rakovníce  studoval architekturu na Českém vysokém učení technickém. Po původním stavebním zaměření svého studia a výtvarné aprobaci v roce 1934 odešel studovat Akademii výtvarných umění v Praze, kde se školil u profesorů Josefa Loukoty a Jakuba Obrovského. Navštěvoval však i přednášky na filozofické fakultě. Po absolutoriu akademie a krátké pedagogické praxi v Berouně, Martině, Rimavské Sobotě a Dolném Kubíně se usazuje v Plzni, kde působí zejména jako pedagog výtvarné výchovy. Vedle toho se věnuje i vlastní volné výtvarné tvorbě.
Ve volné tvorbě se zabýval především malbou. Inspiraci čerpal zejména z literárních postav a malby vyzařují jeho přirozený intelektuální rozhled. Maloval především figurální kompozice a na začátku padesátých let se věnoval i portrétu a zátiší.
Vedle vlastní volné výtvarné tvorby se věnoval i teoretické činnosti a přispěl do mnoha katalogů k tehdejším výstavám. Nezanevřel ani na své původní studijní zaměření a realizoval například okna v restauraci Prazdroj v Plzni. Zabýval se také scénickou tvorbou a pro plzeňské divadlo Alfa navrhl výpravu k představení Alma Revue. Věnoval se také grafické tvorbě a propagačnímu výtvarnictví. Působil na Pedagogické fakultě v Plzni a v roce 1963 získal titul docent výtvarné výchovy.

## Časová osa
|  | 1910      |  | Narozen 15. 8. 1910 v Mrákově na Chodsku                                                                                   |
|  | 1928–1930 |  | Studia na ČVUT v Praze na fakultě Architektury a pozemního stavitelství, kde byl žákem O. Blažíka, K. Vávry a H. Folkmanna |
|  | 1930–1936 |  | Studia na Akademii výtvarných umění u prof. Jakuba Obrovského                                                              |
|  | 1934      |  | Reálné gymnázium v Rimavské Sobotě, pomocný učitel                                                                         |
|  | 1935–1936 |  | Reálné gymnázium v Martině, aspirant                                                                                       |
|  | 1936–1937 |  | Reálné gymnázium v Dolním Kubíně                                                                                           |
|  | 1936      |  | Státní zkoušky |
|  | 1937–1939 |  | Vojenská služba v Berouně                                                                                                  |
|  | 1939      |  | Masarykovo reálné gymnázium v Plzni, profesor kreslení                                                                     |
|  | 1939      |  | Člen Sdružení západočeských výtvarných umělců v Plzni                                                                      |
|  | 1941      |  | Reálka (později reálné gymnázium) v Plzni, profesor kreslení                                                               |
|  | 1943      |  | Dělník v plzeňské Škodovce                                                                                                 |
|  | 1944      |  | Totálně nasazen k Todtově organizaci do tábora v Hněvicích u Roudnice, později Konstruktiva v Plzni                        |
|  | 1948      |  | Gymnázium v Plzni, profesor kreslení                                                                                       |
|  | 1949      |  | Pedagogická fakulta Karlovy univerzity, pobočka v Plzni, katedra výtvarné výchovy                                          |
|  | 1951      |  | Pedagogická škola v Plzni, profesor kreslení                                                                               |
|  | 1953      |  | Pedagogická fakulta Karlovy univerzity, pobočka v Plzni, odborný asistent                                                  |
|  | 1953–1955 |  | Vedoucí střediska dálkového studia PF v Plzni                                                                              |
|  | 1955      |  | VPŠ a PI v Plzni, katedra výtvarné výchovy                                                                                 |
|  | 1960–1972 |  | Pedagogická fakulta v Plzni, vedoucí katedry výtvarné výchovy                                                              |
|  | 1962–1969 |  | Člen skupiny SČVU Kontakt                                                                                                  |
|  | 1963      |  | Docentura výtvarné výchovy                                                                                                 |
|  | 1972      |  | Zemřel 2. května 1972 v Plzni                                                                                              |
|  |           |  | [ 5 ] |

## Výstavy – samostatné
|  | 1938 |  | Beroun                                                                         |
|  | 1942 |  | UP závody v Plzni (s P. Maurem)                                                |
|  | 1947 |  | Plzeň                                                                          |
|  | 1957 |  | Divadlo J.K.Tyla v Plzni                                                       |
|  | 1958 |  | Výstavní síň ČFVU Purkyně v Praze                                              |
|  | 1958 |  | Plzeň, výstava monotypů (s K. Březinou a V. Vodákem)                           |
|  | 1960 |  | Krajská galerie v Plzni                                                        |
|  | 1960 |  | Plasy                                                                          |
|  | 1963 |  | Aš (s L. Topinkou)                                                             |
|  | 1965 |  | Plzeň, výstava monotypů (s M. Frančem, L. Topinkou a V. Vodákem)               |
|  | 1970 |  | Výstavní síň ČFVU v Plzni                                                      |
|  | 1974 |  | Západočeská galerie v Plzni, Masné krámy, posmrtná výstava                     |
|  | 1998 |  | Univerzitní galerie v Plzni                                                    |
|  | 2010 |  | Galerie Jiřího Trnky v Plzni, výstava k nedožitým 100. narozeninám Jana Weniga |

## Účast na výstavách
|  | 1941             |  | Zlín, Druhá výstava mladých                                               |
|  | 1939–1950        |  | Členské výstavy Sdružení západočeských výtvarných umělců                  |
|  | 1951–1972        |  | Členské výstavy Svazu československých výtvarných umělců                  |
|  | 1959             |  | Prešov, Současné umění západních Čech, Staré kolegium v Prešově           |
|  | 1959             |  | Plzeň, Výstava učitelů výtvarné výchovy v Plzni                           |
|  | 1961             |  | Karlovy Vary, karlovarský salón                                           |
|  | 1962, 1967, 1971 |  | Plzeň, Výstavy členů katedry výtvarné výchovy Pedagogické fakulty v Plzni |
|  | 1963             |  | Plzeň, Tvůrčí skupina Kontakt                                             |
|  | 1964             |  | Aš, Tvůrčí skupina Kontakt                                                |
|  | 1966             |  | Klatovy, Tvůrčí skupina Kontakt                                           |
|  | 1966, 1967, 1969 |  | Plzeň, Tvůrčí skupina Kontakt                                             |
|  | 1969             |  | Oldenburg, NSR                                                            |
|  | 2008             |  | Plzeň, 60 let výtvarné katedry v Plzni                                    |
|  | 2017             |  | Plzeň, „Byli mezi námi“ Plzeňský salón 2017, Divadlo J.K.Tyla v Plzni     |
|  |                  |  | [ 5 ]                                                                     |

## Realizace
|  | 1950       |  | Okna pro restauraci Prazdroj v Plzni, katedrálové sklo                                 |
|  | 1963       |  | Dekorativní stěna pro hotel Evropa ve Stříbře, leptané sklo (spolupráce s L. Topinkou) |
|  | 1964       |  | Výprava Almara revue v Divadle Alfa v Plzni                                            |
|  | 1964, 1965 |  | Plakáty, grafické řešení divadelních programů pro DJKT                                 |
|  |            |  |                                                                                        |

## Teoretické práce, výběr
|  | 1960 |  | Monografie: Malíř chodského lidu Jaroslav Špilar, Krajské nakladatelství v Plzni |

## Vysokoškolské učební texty a skripta
|  | 1957 |  | Malba, SNP, Praha |
|  | 1957 |  | Modelování, SNP, Praha                                                                                                  |
|  | 1957 |  | Grafika, SNP, Praha |
|  | 1958 |  | Písmo a dekorativní kreslení, SNP, Praha                                                                                |
|  | 1959 |  | Výtvarný pohled na budovu plzeňského divadla, sborník Pedagogické fakulty v Plzni Umění 2, Praha                        |
|  | 1964 |  | Malba, Učební texty vysokých škol – Univerzita Karlova v Praze (spoluautoři K. Linhart, J. Patera, Z Sýkora), SPN Praha |

|  | Úvody výstav, výstavních katalogů, recenze v denním i odborném tisku |
|  | V letech 1956–1972 stálý spolupracovník Čs. rozhlasu v Plzni         |
|  | [ 5 ]                                                                |

## Zastoupení ve sbírkách[10]
|  | Západočeská galerie v Plzni                                      |
|  | Galerie umění Karlovy Vary                                       |
|  | Galerie výtvarného umění Cheb                                    |
|  | Artotéka města Plzně Archivováno 4. 12. 2020 na Wayback Machine. |
|  | [ 5 ]                                                            |

## Ocenění
|  | 1949 |  | Výtvarná cena KNV v Plzni |
|  | 1963 |  | Cena Fučíkovy Plzně       |
|  | 1971 |  | Československá cena míru  |
|  |      |  | [ 5 ]                     |